# Batteria di controscarpa XXII
La batteria di controscarpa XXII, originariamente chiamata Kontrescarpe-Batterie n. XXII, è una fortificazione situata lungo le mura magistrali di Verona, sulla sinistra d'Adige.

## Storia e descrizione

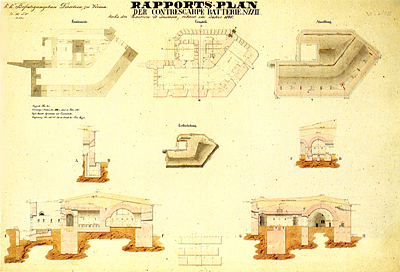
Disegno di progetto della batteria

Una prima fase costruttiva è relativa alla realizzazione della cortina muraria scaligera su commissione del signore Cangrande della Scala e progetto del maestro Calzaro, avvenuta tra 1321 e 1324. Viste le mutate esigenze difensive derivate dall'introduzione della polvere da sparo, nel corso del Cinquecento sono state rafforzate le fortificazioni di Verona da parte della Repubblica di Venezia, pertanto nel 1520 in questo settore venne edificata una cortina terrapienata che si raccorda alle mura medievali in prossimità della torre n. 14 oltre che, poco a valle, la rondella di Santa Toscana, progettata da Teodoro Trivulzio.
L'ultima fase costruttiva avviene nel 1839, quando venne realizzata la batteria di controscarpa dall'Imperiale Regio Ufficio delle Fortificazioni di Verona, posta quindi oltre il fossato magistrale, di fronte alla cortina cinquecentesca che sale dalla rondella di Santa Toscana alla torre scaligera n. 14. Questa è un caponiera casamattata a un solo piano, una fortificazione riconducibile, a scala ridotta, al modello di caponiera proposto nel Settecento da Marc René de Montalembert per il suo sistema poligonale.
La batteria, per artiglieria da fortezza, venne costruita per favorire i ritorni offensivi provenienti dalla batteria di scarpa XXI e dalla principale porta di sortita (per fanteria, cavalleria e artiglieria ippotrainata), inserita nella cortina a sinistra della rondella di Santa Toscana.